# Lei Frumentária
Lei Frumentária, (em latim: Lex Frumentaria) foi uma lei proposta pelo Tribuno da Plebe, Caio Graco, em 123 a.C., que estabelecia a obrigatoriedade do Estado romano vender trigo para a Plebe, a preços subsidiados (abaixo do valor de mercado).
Essa lei se insere no conjunto de medidas (ver: Lex Sempronia) apresentadas pelos irmãos Gracos (Tibério e Caio), com vistas a corrigir as distorções sociais motivadas, principalmente, pela política de conquistas militares da República Romana.
De todas as leis que os dois irmãos conseguiram fazer aprovar naquele tempo, a Lei Frumentária foi a única que sobreviveu, podendo ser considerada a origem da prática de distribuição gratuita de trigo aos cidadãos socialmente desvalidos, que os imperadores romanos viriam a adotar. Tal medida tornou os protestos amenos contra a república romana dando início então, à política do "pão e circo".